# Abd el-Csarím Haszan
Abd el-Csarím Haszan (1993. augusztus 28. –) katari válogatott labdarúgó, a KAS Eupen hátvédje, kölcsönben az asz-Szaddtól.

## Pályafutása

### A válogatottban
2010 óta 133 alkalommal szerepelt a katari válogatottban és 15 gólt szerzett. Részt vett a 2022-es világbajnokságon.